# إميليو فالي
إميليو فالي هو منافس ألعاب قوى كوبي، ولد في 21 أبريل 1967 في سانكتي سبريتوس في كوبا.

## وصلات خارجية
- إميليو فالي على موقع الاتحاد الدولي لألعاب القوى (الإنجليزية)
- إميليو فالي على موقع أوليمبيديا (الإنجليزية)